# Józef Baranowski (powstaniec)
Józef Baranowski (ur. 1842, zm. Lwów, ok. 1873) – powstaniec styczniowy.
Po wybuchu powstania zgłosił się do oddziału Kajetana Cieszkowskiego, gdzie został przydzielony do kawalerii. Brał udział w bitwie pod Kowalą. Walczył w oddziale Langiewicza, Kurowskiego i Mierosławskiego. Brał w nim udział w bitwach pod Chrobrzem, Grochowiskami, Parszywą Górą i Igłomnią. Został ranny w głowę i rękę. Na koniec powstania przeszedł na stronę austriacką i został aresztowany. Spędził w więzieniu 7 miesięcy. W Galicji występował jako aktor teatrów wędrownych, grając w trupie Ignacego Kalicińskiego – m.in. w Poznaniu, w Królestwie i w Krakowie. Zmarł ok. 1873 roku we Lwowie, grając do końca w Teatrze Skarbkowskim.